# Ulica ks. Feliksa Dymnickiego w Rzeszowie
Ulica ks. Feliksa Dymnickiego w Rzeszowie − jedna z ulic starego miasta, łączy Ul. 3 Maja z ulicą J. Słowackiego.

## Historia
Ulica ta swoje imię otrzymała jako uczczenie zasług budowniczego i fundatora bursy (wybudowanej w pobliżu rozlewiska i moczarów Mikośki, do niedawna nazywanego w Rzeszowie „Małpim Gajem”), ks. Feliksa Dymnickiego. Przed I wojną światową, przy tej ulicy znajdowało się kino „Olimpia”, a później kino „Apollo”, a po przeciwnej stronie drukarnie: najpierw „Pelara” (1890), później „Arvaya” (1905), którą po przekształceniach własnościowych nazwano „Udziałową”. W okresie niemieckiej okupacji nazywała się Gneisenaustraße na cześć pancernika Gneisenau.